# Lusitânia Expresso
Lusitânia Expresso é um ferry-boat, para transporte de passageiros e veículos, que ficou mais conhecido pela viagem que fez a Timor-Leste em 1992, na sequência do massacre de timorenses no cemitério de Santa Cruz, em Díli, pelas tropas indonésias.
O Lusitânia Expresso foi comprado em Outubro de 1988 pela Companhia de Transportes Marítimos (COMTRAMAR) para utilização em carreira entre Portimão, Tânger, Madeira e Porto Santo.

## A viagem a Timor
A viagem do Lusitânia Expresso a Timor foi uma iniciativa da equipa da revista Forum Estudante, com o objectivo de sensibilizar a opinião pública internacional para a causa de Timor, que contou com o apoio de várias figuras públicas, nomeadamente o ex-presidente da República de Portugal, General Ramalho Eanes.
Mobilizou 120 estudantes, de 23 países, que partiram de Portugal com o objectivo de colocar uma coroa de flores no local do massacre, e, assim atrair a atenção dos media sobre a temática da opressão do povo de Timor-Leste.
Na sua última etapa com largada de Darwin a 9 de Março de 1992, após 3 meses de viagem, o Lusitânia Expresso foi sobrevoado por aviões militares indonésios e interceptado no dia 11 de Março, à entrada das águas territoriais de Timor, por quatro navios de guerra indonésios. Após lançar flores ao mar, em memória dos mortos de Timor-Leste, o Lusitânia Expresso foi obrigado a regressar a Portugal.
Embora não atingisse o objectivo de chegar a Dili, em Timor-Leste, a viagem do Lusitânia Expresso conseguiu mobilizar as atenções da imprensa internacional para a situação dramática em que vivia o povo de Timor, contribuindo de certa forma para a retirada da Indonésia e a independência da última colónia Portuguesa.